# تپه سلم
تپه سلم، در شهرستان کیار و روستای سلم واقع شده است. این اثر در تاریخ ۲۴ فروردین ۱۳۸۲ با شمارهٔ ثبت ۸۲۳۵ به‌عنوان یکی از آثار ملی ایران به ثبت رسیده است.